# Flurin Burkard
Flurin Burkard (* 1987) ist ein Schweizer Politiker (SP). Er gehört dem Grossen Rat des Kantons Aargau an.

## Biografie
Burkard ist in Waltenschwil aufgewachsen. Nach der Primarschule ebenda besuchte er die Sekundarschule in Wohlen und absolvierte danach eine Lehre als Automechaniker. Heute ist er als selbständiger Unternehmer tätig.
Burkard zog 2010 mit 22 Jahren als jüngster Grossrat ins aargauische Parlament ein. Er gehört als stetiges Mitglied der grossrätlichen Kommission für Aufgabenplanung und Finanzen KAPF an. 
Bei den Wahlen 2012, 2016, 2020 und 2024 wurde er im Amt bestätigt. Weiter ist Burkard Präsident der interparlamentarischen Geschäftsprüfungskommission der interkantonalen Polizeischule Hitzkirch iGPK IPH.